# Taisir Al-Jassim

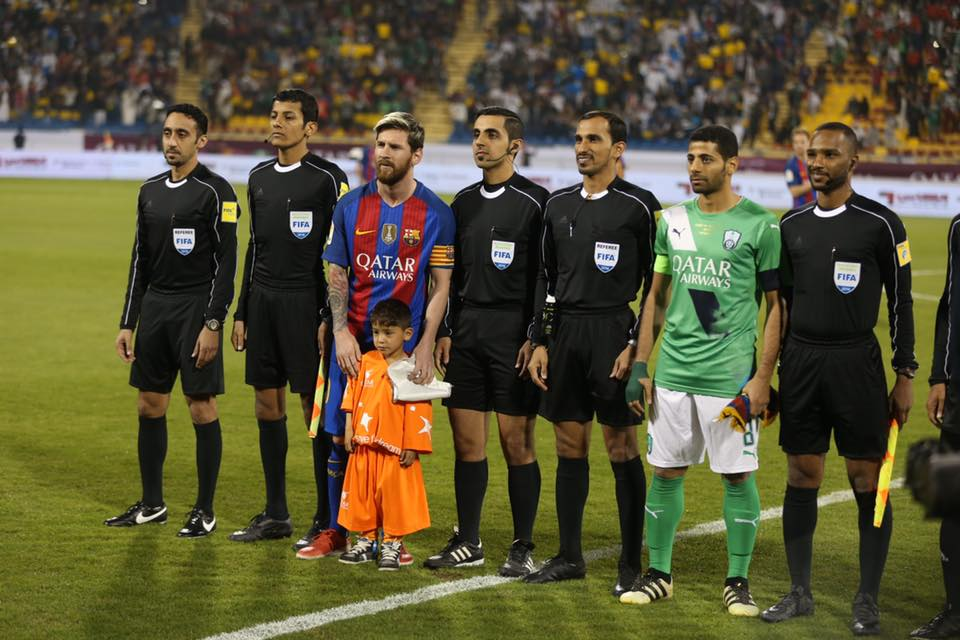
Todos os integrantes

Taiseer Jaber Al-Jassam (Al-Hasa, 25 de julho de 1984), é um futebolista saudita que atua como meia. Atualmente joga pelo Al-Ahli.

## Carreira
Taisir Al-Jassim representou a Seleção Saudita de Futebol na Copa da Ásia de 2015.

## Títulos
Al-Ahli
- Campeonato Saudita: 2015–16
- Kings Cup: 2011, 2012 e 2016
- Copa da Arábia Saudita: 2007, 2014–15
- Saudi Super Cup: 2016
- Copa do Golfo: 2008